# Навізька сільська рада
| Навізька сільська рада — орган місцевого самоврядування у Рожищенському районі Волинської області з адміністративним центром у с. Навіз. Історична дата утворення: в 1947 році. Водоймища на території, підпорядкованій даній раді: річка Стир, озеро Мале, Середнє, Святе. Сільській раді підпорядковані населені пункти: - с. Навіз |

## Склад ради
Рада складається з 13 депутатів та голови.

### Керівний склад ради
| ПІБ                  | Основні відомості                                                                                    | Дата обрання | Дата звільнення |
| -------------------- | --- | ------------ | --------------- |
| Ющук Микола Іванович | Сільський голова, 1955 року народження, освіта, член Народно-демократичної партії                    | 26.03.2006   | 31.10.2010      |
| Ющук Микола Іванович | Сільський голова, 1955 року народження, освіта середня спеціальна, член Народно-демократичної партії | 31.10.2010   |                 |

Примітка: таблиця складена за даними джерела

## Населення
Згідно з переписом УРСР 1989 року чисельність наявного населення сільської ради становила 1204 особи, з яких 571 чоловік та 633 жінки.
За переписом населення України 2001 року в сільській раді мешкало 1087 осіб.

### Мова
Розподіл населення за рідною мовою за даними перепису 2001 року:
| Мова       | Відсоток |
| ---------- | -------- |
| українська | 99,54 %  |
| російська  | 0,28 %   |
| білоруська | 0,18 %   |